# Ron Paul
Ronald Ernest "Ron" Paul (Pittsburgh, 20. kolovoza 1935.) američki je političar, dugogodišnji republikanski kongresmen iz Teksasa, liječnik, autor i kandidat za američkog predsjednika na izborima 2012. godine.

## Životopis
Dr. Paul od 1997. u Predstavničkom domu Kongresa SAD predstavlja 14. kongresni distrikt Teksasa, a 1976. i od 1979. – 1985. predstavljao je 22. kongresni distrikt Teksasa. Često ga nazivaju "Doktor Ne" zbog dosljednog i upornog protivljenja i glasanja protiv svakog prijedloga zakona za koji vjeruje da krši Ustav SAD. 12. ožujka 2007., Paul je objavio svoju kandidaturu za nominaciju Republikanske stranke za predsjedničke izbore u SAD 2008. 1988. godine je bio kandidat Libertarijanske stranke na predsjedničkim izborima, na kojima je zauzeo treće mjesto s 0,47% glasova.